# John Murphy (compositeur)
Pour les articles homonymes, voir John Murphy.
John Murphy est un compositeur de musique de films britannique, né le 4 mars 1965 à Liverpool (Angleterre).
Il se fait connaître grâce à sa composition musicale des trois films de Danny Boyle : 28 jours plus tard (qui comprend le morceau In the House - In a Heartbeat), Millions et Sunshine, dont l'Adagio in D minor est souvent réutilisé par la suite dans d'autres médias[réf. nécessaire] : bandes-annonces, publicités et programmes télévisés.

## Filmographie
Sauf indication contraire, les informations mentionnées dans cette section peuvent être confirmées par les bases de données cinématographiques  présentes dans la section « Liens externes ».

### Cinéma

#### Longs métrages
- 1992 : Leon The Pig Farmer de Vadim Jean
- 1994 : Beyond Bedlam de Vadim Jean
- 1994 : A Feast at Midnight de Justin Hardy
- 1994 : Dinner in Purgatory de Kerry Kiernan
- 1995 : Clockwork Mice de Vadim Jean
- 1995 : Proteus de Bob Keen
- 1996 : Darklands de Julian Richards
- 1998 : Stiff Upper Lips de Gary Sinyor
- 1998 : What Rats Won't Do d'Alastair Reid
- 1998 : The Real Howard Spitz de Vadim Jean
- 1998 : Arnaques, Crimes et Botanique (Lock, Stock and Two Smoking Barrels) de Guy Ritchie
- 1999 : One More Kiss de Vadim Jean
- 1999 : Le Célibataire (The Bachelor) de Gary Sinyor
- 2000 : Snatch : Tu braques ou tu raques (Snatch) de Guy Ritchie
- 2000 : Liam de Stephen Frears
- 2000 : Chain of Fools de Pontus Löwenhielm et Patrick von Krusenstjerna
- 2001 : Shooters de Dan Reed
- 2001 : Carton rouge (Mean Machine) de Barry Skolnick
- 2001 : Chasseurs de primes (All About the Benjamins) de Kevin Bray
- 2002 : New Best Friend de Zoe Clarke-Williams
- 2002 : Père et flic (City by the Sea) de Michael Caton-Jones
- 2002 : 28 jours plus tard (28 Days Later…) de Danny Boyle
- 2002 : Friday After Next de Marcus Raboy
- 2003 : Intermission de John Crowley
- 2004 : The Perfect score de Brian Robbins
- 2004 : Millions de Danny Boyle
- 2004 : Black/White de Kevin Rodney Sullivan
- 2005 : Le Boss (The Man) de Les Mayfield
- 2005 : Basic instinct 2 de Michael Caton-Jones
- 2006 : Miami Vice : Deux flics à Miami (Miami Vice) de Michael Mann
- 2007 : Sunshine de Danny Boyle
- 2007 : 28 semaines plus tard (28 Weeks Later) de Juan Carlos Fresnadillo
- 2009 : La Dernière Maison sur la gauche (The Last House on the Left) de Dennis Iliadis
- 2009 : The Janky Promoters de Marcus Raboy
- 2010 : Blindés (Armored) de Nimród Antal
- 2010 : Kick-Ass de Matthew Vaughn
- 2011 : Anonymous de Roland Emmerich (composition non utilisée)
- 2021 : The Suicide Squad de James Gunn
- 2023 : Les Gardiens de la Galaxie Vol. 3 (Guardians of the Galaxy Vol. 3) de James Gunn
- 2025 : Superman de James Gunn

#### Courts métrages
- 1997 : Behind the Mask de Ngozi Onwurah
- 2001 : Hang Time de Ngozi Onwurah
- 2005 : Keeping Up with the Jonesers de Craig Borders
- 2013 : Love Never Fails/Forever Found de Kelsey Shaw McNeal

### Télévision

#### Téléfilms
- 1997 : Black Velvet Band de Robert Knights
- 2000 : The Valley (documentaire)
- 2001 : Vacuuming Completely Nude in Paradise de Danny Boyle
- 2001 : Strumpet de Danny Boyle

#### Séries télévisées
- 1997 : The Man Who Made Husbands Jealous (mini-série)
- 1997 : Modern Times (épisode The Bubble)
- 2010 : The Walking Dead (saison 1, épisode 5 : Feux De Forêt )
- 2011 : Dispatches (épisode The Battle for Haiti)
- 2011 : Frontline (épisode Battle for Haiti)